# Prix Alvine-Bélisle
Le prix Alvine-Bélisle est un prix littéraire destiné à souligner le meilleur livre pour enfants en langue française au Canada. Originellement décerné par la Canadian Library Association (en) (CLA) au meilleur livre publié au cours de l'année en français ou en anglais (CLA Book of Children Award), ce prix est renommé le prix Alvine Bélisle, du nom d'une pionnière de la bibliothèque scolaire et de la littérature jeunesse au Canada.
Depuis 1974, l'Association pour l'avancement des sciences et des techniques de la documentation (ASTED) a pris la responsabilité du secteur francophone pour l'attribution de ce prix, l'Association des bibliothécaires du Québec (ABQLA) ayant assumé la responsabilité pour le secteur anglophone pendant un certain temps.
Le prix a longtemps été remis pendant le Salon du livre de Montréal, puis au Congrès des milieux documentaires de 2010 à 2015. Le prix est remis au Congrès des professionnels de l'information (CPI) depuis 2016.

## Lauréats
- 1974 - Anne Vallières, Ouram
- 1975 - Suzanne Martel, Jeanne, fille du Roy
- 1976 - Monique Corriveau, Les Saisons de la mer
- 1977 - Bernadette Renaud, Émilie, la baignoire à pattes et Louise Pomminville, Ma vache Bossie
- 1978 - Henriette Major, L'Évangile en papier
- 1979 - Gabrielle Grandbois-Paquin, La Petite Fille aux yeux rouges
- 1980 - Gilles Vigneault, Les Quatre Saisons de Piquot
- 1981 - Robert Soulières, Le Visiteur du soir
- 1982 - Lucie Ledoux, Le Voyage à la recherche du temps
- 1984 - Marie-Louise Gay, La Sœur de Robert
- 1985 - Bertrand Gauthier, Zunik
- 1986 - Chrystine Brouillet, Le Complot
- 1987 - David Schinkel et Yves Beauchesne, Aller-Retour
- 1988 - Marie-Francine Hébert, Venir au monde
- 1989 - Gilles Gauthier, Ne touchez pas à ma Babouche
- 1990 - Sonia Sarfati, Sauvetages
- 1991 - Christiane Duchesne, La Vraie Histoire du chien de Clara Vic
- 1992 - Claudine Farcy, Pleine Crise
- 1993 - Michèle Marineau, La Route de Chlifa
- 1994 - François Gravel, Klonk
- 1995 - Jean Bélisle, À propos d'un bateau à vapeur
- 1996 - Hélène Vachon, Le Sixième Arrêt
- 1997 - Jacques Lazure, Le Rêve couleur orange
- 1998 - Jasmine Dubé, L'Ourson qui voulait une Juliette
- 1999 - Michel Noël, La Ligne de trappe
- 2000 - Christiane Duchesne, Edmond et Amandine
- 2001 - Nathalie Loignon, Christophe au grand cœur
- 2002 - Gilles Tibo, La Petite Fille qui ne souriait plus
- 2003 - Marie-Francine Hébert, Mon rayon de soleil
- 2004 - Marie-Francine Hébert, Nul poisson où aller
- 2005 - Marie-Louise Gay, Stella, princesse de la nuit
- 2006 - Pierre Pratt, Le Jour où Zoé zozota
- 2007 - Élaine Turgeon, Ma vie ne sait pas nager
- 2008 - Gilles Tibo, Ma meilleure amie
- 2009 - Charlotte Gingras, Ophélie
- 2010 - Christiane Duchesne, La Vengeance d'Adeline Parot
- 2011 - Maryse Pelletier, Un couteau sur la neige
- 2012 - Charlotte Gingras, Guerres
- 2013 - François Gravel, Hò
- 2014 - Marianne Dubuc, Le Lion et l’Oiseau
- 2015 - Patrick Doyon et André Marois, Le Voleur de sandwichs
- 2016 - Rogé, Hochelaga mon quartier[2]
- 2017 - Fanny Britt et Isabelle Arsenault, Louis parmi les spectres[3]
- 2018 - Amélie Dumoulin, Fé verte[4]
- 2019 - Jonathan Bécotte, Maman veut partir[5]
- 2020 - Jean-Christophe Réhel, Peigner le feu[6]
- 2021 - Jacques Goldstyn, Le tricot[7]
- 2022 - Carole Tremblay, Élodie Duhameau, La guerre des bébés[8]
- 2023 - Paul Tom, Mélanie Baillargé, Seuls[8]